# TrackMania Nations
Vous lisez un « bon article » labellisé en 2018.  Il fait partie d'un « bon thème ».
 TrackMania Nations (TMN, sous-titré Electronic Sports World Cup, souvent abrégé en ESWC) est un jeu de course développé par Nadeo et édité gratuitement par Focus Home Interactive le 27 janvier 2006. Suite de Sunrise, dont il reprend le concept, il est spécialement développé pour la compétition internationale ESWC. Nadeo intègre cependant des publicités dans le jeu afin de compenser l'absence de rentrées financières. Le jeu offre une approche atypique par rapport aux créations du même genre au moment de sa sortie, de par son gameplay simple orienté arcade, son éditeur de niveau, la facilité de partager les créations et l'intérêt de son mode multijoueur. Proposé gratuitement dans le but de permettre à tous les joueurs de s'entraîner en vue de la compétition mondiale, il ne propose qu'un seul environnement appelé Stadium, représentant un grand stade. Une seule voiture avec un seul type de conduite est donc proposé : une sorte de monoplace de Formule 1 ressemblant à une Ariel Atom qui demande vitesse et technique.
Nations est très bien accueilli par la presse spécialisée, malgré une médiatisation limitée. Le jeu totalise très rapidement plusieurs millions de téléchargements, grâce à sa gratuité. Mi-avril 2008, Nadeo publie TrackMania Nations Forever et TrackMania United Forever, deux extensions destinées à Nations et TrackMania United, qui permettent principalement de jouer à ces deux jeux ensemble en multijoueur. Cette extension standalone reçoit également de bonnes critiques de la part des observateurs. Nations et TrackMania Nations Forever sont joués lors de divers LAN mais aussi lors de nombreuses compétitions. L'ESWC inclut les deux versions du jeu de 2006 à 2012. Il permet donc à Nadeo de rentrer dans le cercle fermé de l'eSport à haut niveau. Nations fait partie d'une série très prolifique comptant de nombreuses suites.

## Système de jeu

### Généralités
TrackMania Nations est un jeu de course affiché dans une vue à la troisième personne,,. Il reprend le concept très axé arcade établi par les deux précédents jeux de la série, s'opposant au gameplay des jeux de course concurrents focalisés sur la simulation et la précision de celle-ci. En l'occurrence, l'absence de collision entre les automobiles est toujours présent. Ces-derniers se traversent comme des véhicules fantômes si leurs trajectoires se croisent ou se chevauchent. Le joueur réalise sa course seul sur la piste aussi bien en multijoueur qu'en solo et il est donc impossible de toucher ou pousser un adversaire. Le jeu ne propose qu'une seule voiture au comportement unique sans aucun réglage, mis à part la couleur de la carrosserie distinctive, représentant chaque nation. Nations reprend le système de commande simple avec quatre boutons qui permettent de freiner, accélérer et gérer la direction, ainsi que deux supplémentaires pour recommencer la partie,. Il figure également un klaxon. Durant les sauts, le joueur peut freiner ou accélérer pour influer sur la trajectoire de la voiture.
Le joueur participe à des courses chronométrées qui se déroulent sur des circuits ou des pistes sur lesquels il doit rallier l'arrivée en passant par des checkpoints. Ces derniers sont représentés par des sortes d'arches passant au-dessus de la piste, certains étant parfois placés dans des endroits inattendus. Le joueur doit donc réaliser le meilleur temps possible et peut, pour chaque piste, décrocher trois médailles : bronze, argent et or. Celles-ci sont obtenues en terminant le circuit dans un temps imparti,. Le joueur peut aussi gagner le « record Nadeo » qui est encore plus difficile à obtenir que dans les précédents opus. Le concept de TrackMania impose une grande part de méthode essai-erreur afin de découvrir et maitriser les particularités de chaque piste. Nations peut être joué au clavier ou grâce à une manette de jeu.
Nations présente de nombreuses nouveautés. Le moteur de jeu remanié propose des visuels améliorés par rapport à ses prédécesseurs. Le jeu inclut une centaine de pistes pré-construites dont la difficulté augmente progressivement,. Une connexion à Internet est obligatoire pour faire fonctionner le jeu, afin de créer un compte,. Les wall ride sont possibles. Nations intègre un système de score avec un classement mondial, national, régional et départemental sur chaque course,. À la fin de chaque course, le classement est automatiquement mis à jour et rappelé. Afin d'établir ce classement, chaque joueur gagne des points en fonction des courses et de ses résultats. Le nombre de points gagnés dans le mode multijoueur est calculé par un algorithme complexe, en relation avec le résultat du joueur et le nombre d'adversaires d'une partie,.
L'extension Nations Forever propose des graphismes remis au niveau de ceux proposés dans TrackMania United ainsi que soixante-cinq nouvelles courses,. L'interface, également remaniée, reprend globalement celle de TrackMania United. Le jeu intègre dès lors le système de ManiaLink, de ManiaZone et de classement de United. Pour progresser dans les classements en solo, le joueur doit obtenir des skill points en réalisant de bons chronos,. Les points récoltés varient en fonction du classement et du nombre d'adversaires potentiels. En multijoueur, un système complètement indépendant gère les classements : les ladder points. Ce système, qui prend en compte la progression du joueur, attribue des points à un joueur en fonction de ses résultats et du niveau des adversaires.

### Environnement
| Piste goudronnée de Formule 1 au niveau d'une chicane, avec une tribune en arrière plan |  | Voiture noire de type monoplace de Formule 1 |
| (Circuit international de Sepang en Malaisie à gauche, et monoplace de Formule 1 à droite). TrackMania Nations ne propose qu'un seul environnement appelé Stadium, une sorte de très grand stade de compétition, et une seule voiture s'apparentant à une monoplace de Formule 1. |  |                                              |

TrackMania Nations ne propose qu'un seul environnement, appelé Stadium, orienté vers la compétition, doté d’un gameplay technique et d’un seul type de conduite nécessitant précision dans les trajectoires et une gestion de la vitesse en fonction de la configuration de la piste. Ce milieu offre un style graphique plus classique pour un jeu de course. Il abandonne les univers ensoleillés, les paysages et les souterrains. L'action se déroule dans un très grand stade de compétition, dans le style des circuits de Formule 1, où figurent de nombreux logos et panneaux publicitaires des marques Nvidia ou de l'ESWC. En plus du classique asphalte, les pistes comportent un nouveau revêtement : le gazon,. Le jeu n'offre cependant qu'une seule ambiance (le jour) alors que le précédent opus en proposait plusieurs (nuit, matin, soir...),. L'extension Nations Forever rajoute un nouveau revêtement : certaines courses se déroulent en partie ou totalement sur la terre,. Certaines pistes de Nations Forever arborent parfois des décors qui ressemblent à des tunnels aériens ou des passages entre cloisons dans des édifices, à l'instar de courses de moto-cross ou de kart indoor,. En outre, l'extension permet de décider du moment de la journée auquel se déroule la course, ce qui a une répercussion sur la luminosité et l'ambiance.
Les pistes sont des plus simples aux plus rapides et complexes avec plusieurs étages, des tremplins et de nombreux sauts. Elles sont composées de pentes abruptes, de courbes relevées, de routes tortueuses et atypiques,, de plates-formes, de loopings, de half-pipes ou de blocs qui accélèrent subitement les voitures. Le joueur doit parfois éviter des éléments comme des trous ou des colonnes présents au milieu de la route,,. Les sorties de piste sont souvent éliminatoires dans la mesure où il est rarement possible de retourner sur le circuit.
Une seule voiture est disponible. Il s'agit d'une sorte de monoplace de Formule 1 ressemblant à une Ariel Atom,, aux suspensions basses et qui a tendance à se retourner. Le comportement de la voiture diffère fortement des modèles proposés dans les jeux précédents et offre une expérience de conduite plus réaliste. Comme dans le jeu précédent, elle peut atteindre des vitesses très élevées, soit près de 800 km/h. Chaque pays possède ses propres couleurs de véhicule : cinquante-trois skins correspondent aux drapeaux des nations et sont automatiquement appliqués aux voitures en fonction du pays d'origine du joueur. Ce dernier peut tout de même personnaliser sa voiture,,.

### Solo et multijoueur
Le cœur de TrackMania Nations est son aspect multijoueur, dans lequel sont classés les joueurs du monde entier en fonction de leurs scores. Il intègre de nouveaux modes en ligne. Chaque joueur reçoit des informations concernant les qualifications dans son pays pour l'ESWC directement dans l'interface du jeu.
En solo, le jeu propose le mode Course identique aux premiers opus, qui est ici appelé « Entraînement »,. Les modes Puzzle, Plate-forme, Stunt et Survival de ses prédécesseurs sont cependant absents. Le jeu intègre une centaine de pistes pré-construites triées en trois niveaux de difficulté (débutant, confirmé et expert),. Le joueur peut accéder à toutes les courses simples dans l'ordre qu'il désire. Il peut aussi effectuer des campagnes qui sont des regroupements de courses. Dans Nations Forever, les circuits sont débloqués progressivement en fonction des médailles gagnées dans les courses précédentes. Les pistes sont triées par couleur (blanc, vert, bleu, rouge, noir).
Le multijoueur en ligne propose trois modes de jeu se déroulant en solo ou par équipe et près de soixante-dix pistes,. En réseau comme sur Internet, le nombre de joueurs n’est pas limité. Dans le mode « Contre-la-montre », jusqu'à huit joueurs doivent doivent réaliser le meilleur chrono sur une piste dans un temps imparti (le joueur peut utiliser la fonctionnalité qui permet de relancer le jeu depuis le dernier checkpoint). Dans le mode « Par tour », les joueurs n’ont droit qu’à un seul départ et l’objectif est de réaliser le meilleur temps. Le mode « Équipe » permet à deux équipes de s’affronter.
En hotseat, chaque joueur doit créer un profil afin de pouvoir jouer. Dans le mode « Par tour », les joueurs (huit au maximum) concourent sur la même piste chacun leur tour sur le même PC dans le but de faire le meilleur temps. Chacun a un nombre limité de tentatives (représenté à l'écran par une barre colorée qui se vide progressivement),. Dans le mode Contre-la-montre, les joueurs bénéficient d'un certain nombre d'essais plutôt qu'un potentiel de temps.
L'extension Nations Forever permet de jouer en multijoueur dans l'univers Stadium avec les joueurs qui possèdent United Forever, l'extension de TrackMania United. L'interface et le tri des circuits en solo est modifié. Quel que soit le mode de jeu, les pistes sont classées par niveau de difficulté : « débutant », « facile », « normal », « difficile » et « extrême ». Elles sont alors présentées par un tableau composé de vignettes affichant le type d'environnement. Les pistes sont également marquées suivant quatre critères représentant leur nature : Course, Acrobatique, Endurance et Speed,,.

### Fonctionnalités
Le jeu reprend les fonctionnalités incontournables des épisodes précédents. L'éditeur de niveau, semblable à celui du précédent épisode, permet de créer des pistes personnalisées, de choisir les graphismes, le mode de jeu ou la musique et d'influer plus ou moins sur l'aspect press forward de leur création. Dans l'éditeur de niveau, tous les blocs sont immédiatement accessibles, sans avoir besoin d'être débloqués,. L’éditeur de replay et le Mediatracker permettent de gérer le placement des caméras et de réaliser des séquences d'introduction et de fin. Le jeu ne comprend pas de fonctionnalité peer-to-peer, Nations étant axé sur la compétition. Les joueurs qui possèdent une version de TrackMania ou Sunrise bénéficient de fonctionnalités supplémentaires.
Le jeu intègre un système qui permet de défier des amis par mail ou par Messenger. Une nouvelle fonctionnalité permet de créer et gérer une liste d'amis, en invitant des connaissances à la manière de Facebook ou Myspace.

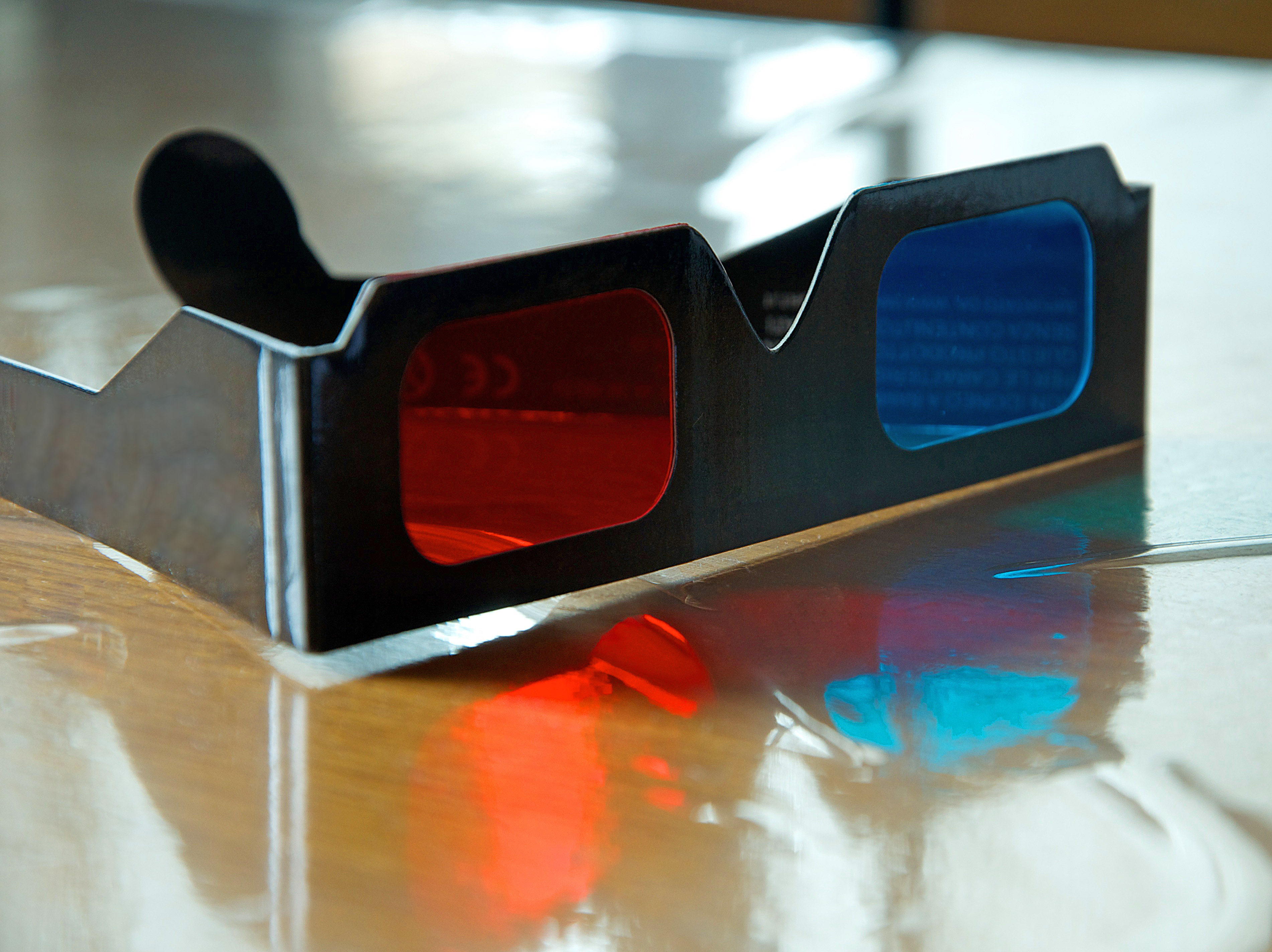
Paire de lunettes 3D (stéréoscopiques) semblables à celles distribuées par Focus.

TrackMania Nations Forever permet d'afficher des graphismes en stéréoscopie anaglyphique qui peuvent être visionnés avec des lunettes 3D,,.

## Développement

### Genèse
TrackMania Nations est développé par Nadeo, « en étroite collaboration avec les organisateurs de la Coupe du Monde, qui ont apporté toute leur expertise de la compétition dans le jeu vidéo »,. Le développement débute en 2005 et dure six mois. Alors même que Nadeo vient juste de publier l'extension du second jeu, Sunrise eXtreme, elle annonce, à la fin janvier de l'année suivante, la publication de TrackMania Nations.
Florent Castelnérac approche pour la première fois l'univers de l'eSport par l'intermédiaire de son ami Matthieu Dallon, fondateur de l'Electronic Sports World Cup (depuis appelé eSports World Convention). Il assiste à ce rassemblement au Palais des congrès du Futuroscope de Poitiers, dans lequel près de 400 joueurs s'affrontent sur des jeux tels que Counter-Strike et Quake 4. C'est en 2005, lors d'un voyage en Chine à l'occasion du salon du jeu vidéo Chinajoy, qu'il comprend l'engouement pour cet aspect du jeu vidéo. En voyant les compétitions de Need for Speed, il pense que TrackMania serait beaucoup plus adapté à l'eSport que celui-ci,. L'ESWC, par l'intermédiaire de Matthieu Dallon, signe un accord avec Nadeo afin que l'entreprise française développe et distribue un jeu vidéo gratuit destiné à la compétition. Alors que Nadeo travaille sur TrackMania Sunrise, à peu près en septembre 2004, l'ESWC demande au studio de créer un jeu spécifique pour sa compétition. Nadeo n'est pas prêt à répondre à la demande et Caltelnérac juge que c'est aussi le cas pour l'ESWC. L'entreprise revient un an plus tard avec le concept d'une version sur mesure du jeu pour l'ESWC 2006, centrée sur le jeu en compétition,.

« [L'ESWC] voulait une édition limitée gratuite [du jeu] original, nous sommes revenu un an plus tard avec une proposition de jeu [complet] gratuit, centré sur l'eSport que nous pourrions développer. »

— Florent Castelnérac.
Castelnérac rappelle, outre la rencontre avec Dallon de l'ESWC ou son voyage en Chine, que le développement vers la compétition est également une suite logique pour un jeu qui se veut multijoueur et qui intègre un système de score et de classement. Il dévoile également qu'il a fait du sport en compétition durant sa jeunesse. C'est donc naturel pour lui de se rapprocher de la compétition. Il veut voir dans ce jeu moins un divertissement qu'un outil permettant de rapprocher les nations et les joueurs,.

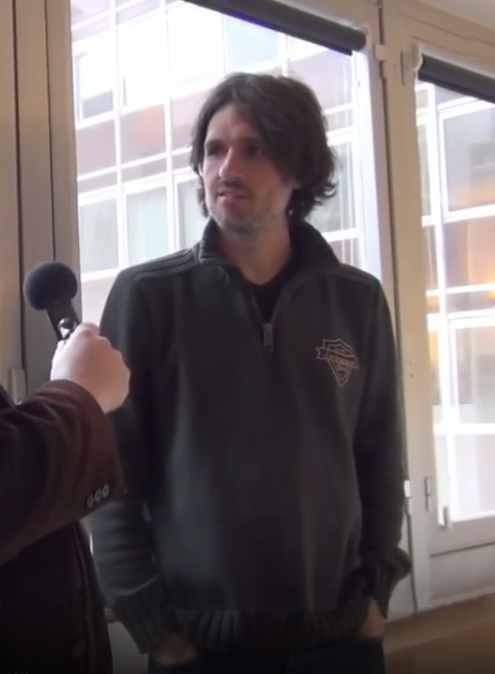
Florent Castelnérac, directeur de Nadeo (photo de 2013).

L'intérêt de Nations est de promouvoir le jeu à l'international, puisque malgré un succès certain en Europe, la licence est à l'époque assez peu connue dans le monde, notamment aux États-Unis.

### Conception
TrackMania Nations est, comme ses prédécesseurs, développé par une équipe d'une douzaine de personnes seulement. Selon Castelnérac, même si les deux précédents opus sont plus complets, Nations garde tout de même l'avantage d'être un jeu à part entière. Il est principalement développé pour favoriser le multijoueur en ligne, mais Nadeo décide de conserver une partie solo afin de satisfaire les joueurs de tous les niveaux, ainsi que ceux ne jouant pas en ligne. Si Nations est technologiquement proche de TrackMania Sunrise, la conception des pistes est cependant totalement différente. Le jeu a été conçu pour permettre aux joueurs qui utilisent le clavier d'aller le plus loin possible. Le choix du stade omnisports en tant qu'environnement est logique pour Nadeo qui le considère comme un lieu culturel neutre pour la compétition. Outre les progrès graphiques réalisés par rapport à TrackMania Sunrise, le jeu intègre de nombreuses améliorations. Nadeo déclare que l'univers Stadium est l'aboutissement de toutes les connaissances de l'équipe en matière de level design (en 2008). L'équipe le juge un peu moins « foufou » que ceux des précédents opus. Le principal intérêt du jeu est d'être totalement jouable au clavier afin de ne pas avantager les joueurs utilisant des manettes de jeu, une composante essentielle pour un jeu destiné à la compétition en ligne. Le système de ladder et d'attribution des points a été simplifié pour le rendre plus abordable que dans les précédents épisodes. Un serveur dédié peut maintenant être lancé sur Linux.
L'accent a été mis sur le remaniement des visuels. Le gameplay a été rendu plus accessible, mais aussi les graphismes. L'objectif est de permettre aux spectateurs de mieux saisir les informations à l'écran, les règles et l'action.
La publication très tôt au début de l'année 2006 et la gratuité du jeu ont pour but de permettre à tous les joueurs de s'entrainer en vue de la compétition. Nadeo a décidé d'inclure des publicités dans le jeu en introduisant des logos et autres marques sous diverses formes telles que des panneaux publicitaires le long des circuits afin de rentabiliser son travail sur le jeu et compenser sa gratuité. Malgré cette gratuité, la protection contre la copie StarForce est intégrée au jeu afin d'empêcher la triche au niveau des scores, notamment en compétition lors de l'ESWC. Pour Nadeo, même si les gains financiers ne sont pas au rendez-vous, développer « le jeu de course online de référence n'a pas de prix ». D'autre part, l'équipe estime que le contenu de Nations diffère des précédents opus et préfère alors la gratuité. L'objectif de la gratuité est également d'éviter de scinder la communauté entre une partie qui peut payer et une autre qui ne peut pas.

« [Développer] le jeu de course online de référence, ça n'a pas de prix. »

— Florent Castelnérac.

### Développement de l'extension
Si Nations est développé en seulement six mois, Nations Forever demande plus d'un an de travail car l'équipe prend beaucoup de retard. Nadeo collabore avec l'ESWC pour réaliser quelques réglages et ajustements sur Nations Forever. L'extension connait douze versions intermédiaires, évoluant notamment grâce à la communauté et aux quelques 600 bêta-testeurs.
Afin de distribuer la paire de lunettes 3D aux joueurs ayant obtenu l'extension par le biais du téléchargement, Focus Home Interactive pense dans un premier temps faire comme pour les autocollants de la série, en les envoyant par la poste en échange d'une enveloppe pré-timbrée envoyée par les personnes désireuses de l'obtenir. Cependant, la pratique étant trop chronophage, Focus opte pour la publication d'un magazine (fin mai 2008) titré TrackMania, le magazine officiel. Celui-ci est consacré à la série avec des dossiers, des interviews, des reportages, et propose également une paire de lunettes, une version physique du jeu et divers contenus sur un DVD,.

## Musique
Les musiques de Nations et de Nations Forever ont été composées par l'artiste français DOO,.

## Commercialisation et extension

Logo du jeu également utilisé.

Florent Castelnérac annonce sur plusieurs forums officiels que Nadeo va dévoiler fin novembre 2005 une nouvelle importante concernant la franchise TrackMania. Nadeo et Focus laissent progressivement fuiter le titre TrackMania Nations. Le concept du jeu standalone gratuit destiné à l'ESWC est dévoilé le 1er décembre 2005,,,,. La publication est annoncée pour le mois de janvier 2006. TrackMania Nations est publié sur PC en téléchargement gratuit le 27 janvier 2006. Les détenteurs de la licence CyberLeagues ont pour leur part accès au jeu la semaine précédant la sortie. Par la suite, Nadeo publie quelques correctifs pour Nations, dont le but principal est d'assurer la compatibilité avec Windows XP et Vista (version 1.8.0).
Nations est également largement distribué par la presse spécialisée qui propose le jeu et toute sorte de contenu, sur CD ou DVD joint à leur parution,,. Un CD bundle comprenant une version du jeu appelée TrackMania Nations: Special Edition et le jeu Spell Force 2 est commercialisé notamment dans certaines boîtes de carte graphique de la marque Leadtek,.

Logo de Trackmania Nations Forever.

Lors de l'ESWC 2006, un nouveau jeu dans la série intitulé TrackMania United est dévoilé sine die. Il doit regrouper tous les environnements créés jusque-là. La sortie d'une nouvelle version de TrackMania Nations est également annoncée. Quelques nouveautés sont déjà connues, comme des blocs inédits ou un nouveau système de notation des circuits créés par les joueurs. L'extension est largement dévoilée le 4 avril 2008. TrackMania Nations Forever, l'extension standalone de TrackMania Nations, est donc publié le 16 avril 2008 sur PC (Windows) en téléchargement gratuit,. Cette publication fait suite à la parution la veille, le 15 avril 2008, de l'extension TrackMania United Forever, destinée au jeu United. Ces deux extensions ont pour principal intérêt de permettre aux utilisateurs des deux jeux de se connecter sur les mêmes serveurs de jeu en ligne dans l'univers Stadium. Outre les nouveautés déjà annoncées, l'extension propose un mode solo comprenant soixante-cinq pistes inédites, dans une nouvelle version améliorée de l'univers Stadium,. Elle intègre aussi la possibilité, comme dans Sunrise, de décider du moment de la journée pendant lequel se déroule la course. Ce choix a ainsi une répercussion sur la luminosité et l'ambiance. Les joueurs doivent tous créer un nouveau compte pour pouvoir accéder au jeu. Dès le mois de juin 2008, Nadeo publie un correctif pour TrackMania Nations Forever, qui est suivi par de nombreux autres patchs.
Nations Forever est également publié sur Steam le 16 avril 2008,. Cette version n'intègre pas la protection StarForce.
La version boîte de Nations Forever inclut une paire de lunettes 3D. Afin de répondre à l'attente des joueurs ayant obtenu l'extension par le biais du téléchargement, Focus Home Interactive, en association avec l'éditeur Future, publie le 28 mai 2008 en France un magazine titré TrackMania, le magazine officiel. Il est consacré à la série avec des dossiers, des interviews, des reportages, et propose également une paire de lunettes et une version boîte du jeu sur DVD,,.
Des tee-shirts à l'effigie de TrackMania sont commercialisés en 2008 par l'entreprise Himmersion.

## Accueil

### Exploitation
Le nombre de joueurs connectés, de comptes, de téléchargements, d'installations du jeu et de records ne cesse de progresser pour atteindre plusieurs millions quelques années plus tard. Selon des informations délivrées par Focus et Nadeo, durant le premier week-end suivant la sortie, 200 000 utilisateurs francophones ont téléchargé le jeu et les serveurs de jeu en ligne ont enregistré des pics de connexions de 8 000 personnes en simultanée le samedi 29 mars 2006, ce qui a provoqué quelques ralentissements. Nadeo indique alors dès le 30 janvier 2006 la création de nouveaux serveurs afin de permettre à tous les joueurs de jouer en ligne et de s'entrainer « dans les meilleures conditions ». Le 25 février 2006, 400 000 joueurs sont inscrits. Fin mars 2006, 600 000 joueurs figurent dans les classements internationaux en ligne établis dans le jeu. Focus et Nadeo totalisent 6 millions de téléchargements du jeu et observent les connexions simultanées de près de 10 000 personnes en permanence sur les serveurs. Les deux entreprises françaises constatent également l'arrivée de 100 000 nouveaux joueurs chaque semaine. En avril 2007, le magazine Hardcore Gamer indique le chiffre de 500 000 pistes créées par les amateurs. Le 22 octobre 2007, 3 398 745 joueurs sont enregistrés. Début avril 2008, Nadeo et Focus annoncent 30 millions d'installations du jeu et 4 millions de créations de comptes. Début juillet 2008, 15 000 nouveaux joueurs commencent à jouer à TrackMania chaque jour. TrackMania Nations totalise environ 12 millions d'utilisateurs enregistrés fin 2012.
Florent Castelnérac dévoile en février 2006 que la publication de Nations et sa découverte par le grand public a gonflé les ventes des épisodes TrackMania alors en vente dans le commerce à ce moment-là.
TrackMania Nations et Nations Forever, comme les précédentes extensions Power Up! et Sunrise Extreme, sont proposés gratuitement. Castelnérac déclare à l'été 2008 que malgré toute cette politique de gratuité, l'activité de Nadeo reste rentable, en particulier grâce à la petitesse de l'entreprise, seulement composée de douze personnes. D'autant plus que Nadeo a mis en place un système de publicité dans le jeu. Les marques peuvent acheter des espaces publicitaires, conséquence de la professionnalisation du jeu vidéo. Ceci permet à Nadeo d'obtenir des rentrées financières via le jeu,. Dès sa première parution, le jeu arbore de nombreux logos et panneaux publicitaires des marques Nvidia ou de l'ESWC. Dès 2006, l'entreprise IGA Worldwide passe un accord avec Nadeo pour introduire des publicités dans le jeu. L'entreprise Cossette Montréal signe un accord permettant aussi à Bell Sympatico d'afficher des publicités. Le 31 octobre 2007, IGA Worldwide signe un nouvel accord permettant l'introduction de publicités dans TrackMania Nations Forever durant trois ans.
À la suite de la fermeture de l'entreprise Massive, en relation avec la diffusion des publicités dans le jeu,,, Florent Castelnérac annonce le 9 décembre 2010 la modification des règles d'accès aux serveurs en ligne dans TrackMania, en réaction aux baisses de revenus publicitaires qui en découlent. Cédric Lagarrigue, président (à ce moment-là) et fondateur de Focus Home Interactive, avait déjà dévoilé, près d'un an auparavant lors du rachat de Nadeo par Ubisoft, que malgré la progression constante du nombre de joueurs sur Nations, les revenus publicitaires du jeu qui représentaient une part non négligeable des revenus de Nadeo se sont progressivement taris du fait de la crise internationale des subprimes qui s'est opérée à cette époque depuis 2007. Des limitations sont ainsi mises en place dans le but d'inciter les joueurs à faire l'acquisition de la version payante TrackMania United Forever,. Chaque joueur qui se connecte aux serveurs de jeu TrackMania depuis la version gratuite Nations Forever ne peut accéder qu'aux serveurs de l'espace appelé « Freezone » ou ceux placés manuellement en favori (seulement trois favoris possibles). Tout joueur utilisant la version gratuite ne peut jouer que cinq courses d'affilée, puis devient spectateur d'une course avant de pouvoir rejouer, et ainsi de suite,,.

« Sans cette solution certainement pas parfaite, la survie du concept Forever serait menacée, »

— Florent Castelnérac (propos tenus en décembre 2010).
Cette modification du fonctionnement a été plutôt mal accueillie par les joueurs.

### Critiques deNations
TrackMania Nations est globalement bien accueilli par la presse spécialisée lors de sa sortie,,,.
PC Open juge la conduite et son apprentissage « facile ». Selon Eurogamer, la conduite n'est peut-être pas aussi rapide que celle de son prédécesseur mais elle est plus technique. Pour PC Open, Nations remplit très bien le rôle pour lequel il a été créé, c'est-à-dire le jeu en compétition. Pour Giochi per il mio computer, le jeu peut sembler frustrant aux premiers abords mais son aspect addictif prend le dessus et pousse le joueur à améliorer sans cesse ses performances. Le magazine digit juge la difficulté de jeu élevée, même en niveau moyen. JeuxVideoPC.com relève un jeu « extrêmement fun » et juge l'éditeur de niveau simple d'utilisation. Le magazine regrette l'absence de certains modes présents dans les précédents jeux, comme le mode Puzzle. Selon Hardcore Gamer, l'absence de collision pousse finalement le joueur à lutter en multijoueur contre la piste plutôt que contre les concurrents. C'est une sensation que retrouve aussi le magazine digit. JeuxVideoPC.com estime que l'absence de collision est regrettable. Selon Giochi per il mio computer, les joueurs ne connaissant pas la série pourraient rencontrer quelques difficultés face aux fonctionnalités proposées par les développeurs.
digit juge les graphismes « magnifiques ». Pour JeuxVideoPC.com, ils sont de qualité et ne demandent pas une grosse configuration. PC Open estime que le jeu a l'avantage de fonctionner sur la plupart des configurations, avec plus ou moins de détails. Giochi per il mio computer juge les « textures propres et convaincantes ». Hardcore Gamer remarque que les graphismes ne sont pas vieillot comme beaucoup de jeux gratuits et sont au niveau de productions de la concurrence à ce moment-là (2006).
Hardcore Gamer considère que le mode solo est n'est qu'un « échauffement », alors que le mode en ligne donne toute la plénitude du jeu. digit s'attend à un multijoueur décevant en raison de la petitesse du jeu (un exécutable de seulement 265 MB). Pourtant, le magazine est conquis par une expérience « incroyable » et un jeu doté de serveurs rapides, sans lag. Il regrette cependant que les noms des pistes ne soient pas plus évocateurs de ce qu'elles sont. JeuxVideoPC.com remarque qu'il est parfois impossible de différencier les serveurs officiels et non officiels. Giochi per il mio computer qualifie le mode hotseat de « spectaculaire ».
digit dévoile que le jeu est appelé « The Crashday Killer » par les joueurs (car aucun d'entre-eux n'a le temps d'y jouer alors qu'il y a de l'argent à gagner sur Nations). Eurogamer considère que Nadeo est pardonnable d'avoir introduit des publicités, tant l'entreprise propose du contenu gratuit aux joueurs.
Selon PC Open, la musique d'ambiance des menus aide à créer un effet de pause avec les phases de jeu, qui sont très rythmées. Selon le magazine, les bruitages sont bien réalisés, notamment les moteurs qui rugissent, ou lorsque les véhicules passent sur les blocs d'accélération. JeuxVideoPC.com estime pourtant les bruitages des voitures « moyens » et regrette de ne pas pouvoir arrêter la musique dans le jeu et d'être obligé de passer par le launcher pour y parvenir.
Selon Hardcore Gamer et digit, Nations est l'un des meilleurs jeux de course depuis les quelques années précédant sa sortie (2006),. Selon JeuxVideoPC.com, Nadeo perdure dans l'excellence. Edge le qualifie de « jeu gratuit aux finitions superbes ». Pour Giochi per il mio computer, Nations est une expérience de jeu que tout joueur devrait avoir essayé au moins une fois.

### Critiques deNations Forever
TrackMania Nations Forever est globalement bien accueilli par la presse spécialisée lors de sa sortie,,.
Pour l'édition italienne du magazine The Games Machine, la possibilité d'affronter en ligne les joueurs ayant le jeu TrackMania United est une bonne évolution. Selon Hardcore Gamer, les rebonds incontrôlables de la voiture consécutifs à de mauvaises réceptions sur le sol peuvent être frustrant, mais les sauts démesurés restent cependant jouissifs. Giochi per il mio computer juge la mise à jour « excellente » et conseille le jeu à ses lecteurs. Selon GamesPlanet, le jeu est un « fantastique pas en avant » par rapport à son ainé sorti deux ans plus tôt. Le site le qualifie d'« incroyablement addictif, débordant de compétition et d'adrénaline », et estime que l'esprit de Nations a été conservé et même amélioré. Le site remarque des graphismes plus lisses et des véhicules plus détaillés, et note avec intérêt l'amélioration du système de checkpoint. Pour le site, l'ajout de la fonctionnalité d'affichage des graphismes en 3D est « utile ». Canard PC félicite Nadeo pour cette nouvelle version de son jeu et sa gratuité. Le magazine estime que le pilotage n'a rien à envier à la finesse de celui de jeux comme F-Zero ou WipeOut, et le considère comme le meilleur jeu du moment (2006) dans le style jeu de course arcade.

## Postérité

### eSport

#### Compétitions amateurs et professionnelles diverses
En compétition, la spécificité de TrackMania est de demander une capacité d'adaptation et une réactivité permanentes des joueurs, dans la mesure où, si le concept du jeu de course arcade sans collision reste globalement identique, les cartes et les courses diffèrent à chaque compétition. À l'opposé, un jeu comme Counter-Strike ne propose que les mêmes maps depuis des années.
À l'instar des précédents jeux de la série, TrackMania Nations est joué dans diverses LAN parties mais aussi lors de nombreuses compétitions. Par exemple, une LAN se déroule à Mont-de-Marsan mi-février 2006,. Le Trophée Fnac se déroule dans tous les magasins de la marque en partenariat avec l'ESWC, mi-avril 2006. Les gagnants sont qualifiés pour cette compétition se déroulant fin juin 2006,. La compétition en ligne Spring Cup, se déroulant du 1er mars au 11 mai 2006, intègre également des parties sur Nations. La compétition Argenteuil Digitale qui se déroule fin février 2007 est qualificative pour l'ESWC de 2007. Fin janvier 2009, une LAN Game in Chelles qui accueille Nations Forever se déroule à Chelles. Fin mai 2009, Nations Forever est joué en compétition lors de la finale de la Coupe de France des jeux vidéo. Nations Forever fait aussi partie des jeux en compétition lors du 5e Championnat de France universitaire de jeux vidéo qui se déroule en 2013. Une LAN se tient mi-décembre 2016 à Saint-Étienne-du-Rouvray, dans laquelle Nations Forever figure parmi la liste des jeux.
Nations et Nations Forever sont aussi joués dans divers tournois comme les World Cyber Games ou l'ESL,,.

#### Electronic Sports World Cup
Pour participer à l'Electronic Sports World Cup, les joueurs doivent disputer une ou plusieurs compétitions qualificatives validées par l'organisation de l'ESWC et organisées dans leurs pays respectifs parmi la cinquantaine de nations participantes. Ces compétitions déterminent le ou les joueurs représentant chaque nation à l'ESWC,.
TrackMania Nations fait partie des jeux officiels de l'Electronic Sports World Cup de 2006, à côté des jeux Counter-Strike 1.6, Quake 4, WarCraft III: The Frozen Throne, Gran Turismo 4 et Pro Evolution Soccer 5. La compétition se déroule du 28 juin au 2 juillet en France, au Palais omnisports de Paris-Bercy,. Le cash prize de 40 000 dollars est destiné au gagnant de la compétition sur le jeu TrackMania Nations. La compétition est remportée par le Français concourant sous le pseudonyme Carl. L'année suivante, Nations figure parmi les jeux en compétition lors de l'ESWC de 2007 se déroulant au parc Paris Expo Porte de Versailles, en France, du 5 au 8 juillet 2007, avec les jeux Counter-Strike 1.6, WarCraft III: The Frozen Throne, Quake 4 et Pro Evolution Soccer 6. Les prix distribués s'élèvent à 20 000 dollars tous jeux confondus. La compétition est remportée par le Néerlandais jouant sous le pseudonyme Xenogear. Ce dernier obtient la récompense de 10 000 dollars et ses dauphins, les Français Carl et Lign, gagnent respectivement 6 000 et 3 000 dollars.

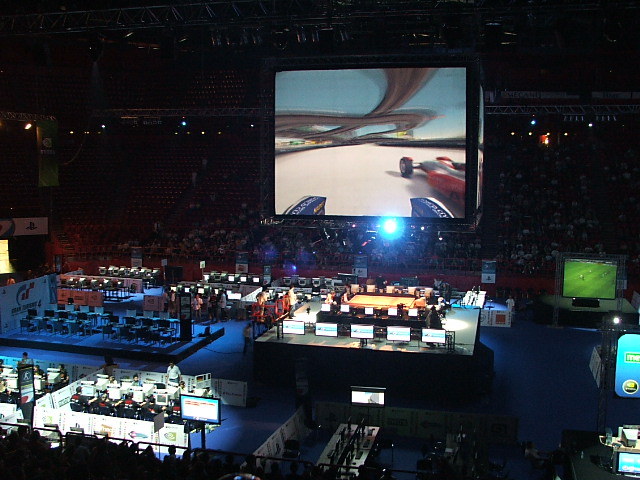
Finale de l'ESWC à Paris-Bercy en juin et juillet 2006, sur TrackMania Nations.

Lors de l'ESWC de 2008 qui se déroule du 25 au 27 août 2008 au Convention Center de San José aux États-Unis, c'est Nations Forever qui est inclus dans la liste de jeux en compétition. La compétition se déroule aussi sur Counter-Strike 1.6, Defense of the Ancients, WarCraft III: The Frozen Throne et Quake III Arena,. Le joueur suédois surnommé FrostBeule gagne la compétition et remporte la somme de 12 000 dollars,.
Nations Forever est prévu dans la liste de jeu de l'ESWC de 2009 avec Counter-Strike 1.6, Quake III Arena, WarCraft III: The Frozen Throne,. Les qualifications démarrent dans chaque pays en octobre 2009. Cependant, Games-Services, la société française organisatrice de l'évènement, fait face à d'importantes difficultés de trésorerie qui conduisent à sa liquidation judiciaire fin mars 2009. Si quelques tournois de qualification ont pu être joués, l'édition 2009 de l'ESWC est annulée. La marque est alors rachetée début août 2009 et l'évènement est relancé dès 2010,,.
Nations Forever fait donc partie des jeux concourant lors de l'ESWC de 2010 qui se déroule du 30 juin au 4 juillet 2010 à Disneyland Paris, à Marne-la-Vallée en France. Le total des récompenses distribuées s'élève à 213 500 dollars, tous jeux confondus, dont Counter Strike, WarCraft III: The Frozen Throne, Guitar Hero 5 ou FIFA 10. Le Norvégien jouant sous le pseudonyme Bergie gagne la compétition et remporte la somme de 8 000 dollars,. L'édition 2011 de l'ESWC qui se déroule du 21 au 25 octobre 2011 à Paris Expo au cœur de la Paris Games Week, intègre Nations Forever ainsi que des jeux tels que StarCraft II: Wings of Liberty, Counter-Strike 1.6, Dota 2 et FIFA 11. 200 000 dollars de récompense sont distribués sur la totalité de l'épreuve. C'est le joueur croatien qui officie sous le pseudonyme hakkiJunior qui remporte le tournoi, et obtient 8 000 dollars,. En 2012, Nations Forever fait partie des jeux en compétition lors de l'ESWC. Cette année-là, la phase qualificative internationale s'étend de juillet à octobre 2012, et du 31 octobre 2012 au 4 novembre se déroule la finale, organisée pour la deuxième année consécutive durant la Paris Games Week. Le « très impressionnant » joueur néerlandais connu sous le pseudonyme Spam, fort d'une régularité lui ayant permis de ne perdre aucune manche sur toute l'épreuve, remporte la médaille d'or. L'ESWC 2012 est la dernière apparition de Nations et Nations Forever. Arrive cette année-là TrackMania²: Canyon, qui est aussi en compétition et reprend le flambeau de TrackMania à l'ESWC les quelques années suivantes avec TrackMania²: Stadium. Le dernier jour de la compétition, le 4 novembre 2012, se déroule également l'ESWC Kids (la coupe du monde des jeux vidéo pour les enfants) sur Nations Forever.
| ClassementÉdition      | Médaille d'or | Médaille d'argent | Médaille de bronze | 4e place  |
| ---------------------- | ------------- | ----------------- | ------------------ | --------- |
| 2006 - Nations         | Carl          | Baiy000r          | gaLLo              | Dridrione |
| 2007 - Nations         | XeNoGeaR      | Carl              | Lign               | Selrahc   |
| 2008 - Nations Forever | Frostbeule    | XeNoGeaR          | Lign               | Carl      |
| 2009 - Tournoi annulé  | -             | -                 | -                  | -         |
| 2010 - Nations Forever | Bergie        | Moriah            | YoYo               | Carl      |
| 2011 - Nations Forever | hakkiJunior   | tween             | YoYo               | Spam      |
| 2012 - Nations Forever | Spam          | Tween             | Carl Jr            | Ned       |

### Série
Fin 2006, Nadeo publie un nouveau jeu intitulé TrackMania United qui a pour but de regrouper tous les environnements créés jusque-là dans les précédents jeux,. En 2008, Nadeo crée TrackMania United Forever et TrackMania Nations Forever, deux extensions respectivement destinées à United et Nations, qui permettent principalement de jouer à ces deux jeux ensemble en multijoueur,,.
Par la suite, Nadeo externalise le portage de la franchise TrackMania sur plates-formes Nintendo chez Firebrand Games. En 2008 sort TrackMania DS sur Nintendo DS et, en 2010, TrackMania sur Wii et TrackMania Turbo sur DS.
À partir de 2011, Nadeo développe une série de jeux sur PC intitulée TrackMania², proposant chacun un environnement particulier. TrackMania²: Canyon parait en 2011, TrackMania²: Stadium en 2013, TrackMania²: Valley en 2013 et TrackMania²: Lagoon en 2017. Les environnements sont inédits, sauf Stadium qui reprend l'univers du sport de celui de Nations. L'intérêt essentiel est la possibilité de créer des modes de jeu personnalisés,,,.
TrackMania reste très longtemps sur la plate-forme PC et met beaucoup de temps pour trouver sa voie et arriver sur console. Cependant, en 2016, Nadeo opte pour la première fois pour une publication multiplate-formes avec TrackMania Turbo et réussit à transposer tous les fondamentaux de la série, entre autres sur PlayStation 4 et Xbox One. Ce jeu présente des nouveautés telles que la génération procédurale de pistes, la conduite d'un véhicule à deux et une compatibilité avec Oculus Rift,, HTC Vive et le PlayStation VR,.
Le 28 février 2020, Ubisoft annonce la sortie d'une remake de Nations appelé TrackMania Nations Remake, dont la sortie est prévue pour le 5 mai 2020 sur PC. Le jeu intègre des circuits variés, des campagnes saisonnières officielles, ou des sélections quotidiennes de circuits créés par la communauté, ainsi que de nouvelles surfaces et blocs spéciaux pour le mode Puzzle. Le jeu prévoit également un nouveau mode esport permettant des compétitions quotidiennes ou des ligues ouvertes à l’international.

### Importance et distinctions
À partir de la sortie de Nations, TrackMania devient un jeu incontournable de l'eSport, une « référence dans le genre » selon JeuxVideoPC et le jeu favori des fans du genre selon GamesPlanet. Le magazine Joystick évoque janvier 2006 comme une date-clef de la série où cette version gratuite « explose [aux yeux] du grand public » et estime que TrackMania s'est fait une place dans le « cercle très fermé » de l'eSport en seulement deux ans. Nadeo fait partie des premières entreprises à promouvoir l'eSport. Bien que la franchise n'ait jamais réellement percé aux États-Unis (malgré un bon accueil de la presse), TrackMania Nations a été joué dans de nombreuses compétitions, aussi bien en amateur qu'en professionnel. L'équipe de relations publiques de Nadeo a fait une promotion « très agressive » de cet aspect, alors que TrackMania offre une mise en avant directement dans le jeu aux tournois de haut niveau et aux équipes. Nadeo a été en avance sur son temps, compte tenu de l'explosion des sports électroniques durant la décennie 2010. Nadeo est également régulièrement présent parmi les joueurs lors de rassemblements et de LAN tels que la Gamers Assembly. C'est un moyen pour l'entreprise de ressentir au mieux les besoins et les attentes des joueurs,. De plus, la série TrackMania jouit d'une communauté très active,.
La franchise TrackMania est inscrite au Livre Guinness des records: Gamer's Edition 2008. Nations détient le record du plus grand nombre de joueurs connectés en ligne durant la même partie, soit 132 personnes. Il détient aussi le record du premier jeu gratuit à être spécialement développé pour une compétition en ligne, le record du jeu de course en ligne le plus populaire avec 3 398 745 joueurs enregistrés au 22 octobre 2007, le record du plus grand nombre de nationalités participant à une compétition de course hors ligne, soit 34. TrackMania obtient d'autres records, comme celui de la vidéo la plus populaire créée par un joueur, grâce à 1K Project II, visionnée plus de deux millions de fois sur le site GameTrailers, ou le record de la plus grande base de données pour un jeu de course (plus grand nombre de contenu pour un jeu de course), grâce aux sites TrackMania-Exchange (176 506 circuits), et TrackMania Car-Park (228 voitures),. Nations conserve le record de la plus grosse course en ligne, jusqu'à ce qu'il soit battu début juillet 2008 par Nations Forever (record validé par le Livre Guinness des records). Cette version du jeu a permis à 250 joueurs de se connecter en ligne sur le même circuit,.
En juillet 2015,  PC Magazine inclut TrackMania Nations Forever dans sa liste des meilleurs jeux gratuits sur PC. Maximum PC et Windows: Help & Advice le classent dans leur liste des vingt meilleurs jeux gratuits sur PC en décembre 2015,.
En 2016, des membres de la communauté TrackMania réalisent une vidéo intégrant 20 000 voitures en même temps. Les replays de ces joueurs ont été enregistrés sur TrackMania Nations Forever et TrackMania United Forever, puis convertis et réunis dans TrackMania² Stadium,,.

### Ressources primaires
1. 1 2 3 4 5 6  Nadeo. TrackMania Nations Forever (PC). Focus Home Interactive. 16 avril 2008.
2. 1 2 3 4 5 6  Nadeo, TrackMania Nations - Manuel, Focus Home Interactive, 27 janvier 2006.
3. 1 2  « De Stadium à Bay », TrackMania, le magazine officiel, no 1,‎ été 2008, p. 26-31.
4. 1 2  « Nations, United, Forever : Comment s'y retrouver ? », TrackMania, le magazine officiel, no 1,‎ été 2008, p. 18-21.
5. 1 2  « Système de classement : You're Symply the Best », TrackMania, le magazine officiel, no 1,‎ été 2008, p. 43.
6. 1 2  Nadeo. TrackMania Nations (PC) (v. 1.7.9/1.8.0). Focus Home Interactive. 27 janvier 2006.
7. ↑  « Rencontre : Amélie Castelnérac », TrackMania, le magazine officiel, no 1,‎ été 2008, p. 34-35.
8. 1 2 3 4 5 6  « TrackMania : Histoire d'un mythe », TrackMania, le magazine officiel, no 1,‎ été 2008, p. 10-17.
9. ↑  DOO, « Toutes les musiques de Doo », sur www.doomusic.net.
10. ↑  Hylis (Florent Castelnérac), « La plus grosse news de l'histoire de TM », sur Forum TrackMania-le-jeu, 26 novembre 2005.
11. ↑  (en) Florent (Castelnérac), « International big bang of TrackMania », sur TM-Forum, 26 novembre 2005.
12. 1 2 3  (en) Florent (Casltelnérac), « Freezone », sur TM-Forum, 9 décembre 2010.

### Interviews
1. 1 2 3 4  [vidéo] « Nadeo - Notre reportage chez le développeur de TrackMania et ShootMania (Playitlive.fr) », sur YouTube.
2. ↑  Eric Viennot, « Lejade-Castelnerac : l'interview des francs-tireurs #1 - Paperblog », sur Paperblog, 15 avril 2009.
3. 1 2 3  (en) TM-Exchange, « An actual interview with Nadeo ! », sur TM-Exchange - Forum, 6 novembre 2007.
4. 1 2 3 4  Sebastien, « Interview de Florent Castelnerac, PDG de Nadeo », sur Jeuxvideo.fr, 7 février 2006.
5. ↑  Cauhopé Pierre, « Interview : Florent Castelnerac - Live: ESWC France 2008 », 2008.
6. ↑  (en) « Interview en compagnie de Florent Castelnerac PDG de Nadeo » [vidéo], sur Dailymotion, 2011.

### Ressources secondaires
1. 1 2 3 4 5 6 7 8 9 10 11 12 13 14 15 16 17 18 19 20 21 22  (en) Tom Bramwell, « TrackMania Nations ESWC », sur Eurogamer, 24 janvier 2006.
2. 1 2 3  Rédaction, « TrackMania pour toujours », sur Jeuxvideo.com, 16 avril 2008.
3. 1 2 3 4 5 6 7 8 9 10 11 12 13 14 15  (it) « TrackMania Nations », Giochi per il mio computer, no 114,‎ mars 2006, p. 22, 130.
4. 1 2 3 4 5 6 7 8 9 10 11 12 13 14 15 16  (it) « TrackMania Nations », PC Open, no 116,‎ avril 2006, p. 7, 55.
5. 1 2 3 4 5 6 7  ToLy, « Test TrackMania Nations sur PC », sur Jeuxvideo.com, 7 octobre 2010.
6. 1 2 3 4 5 6 7 8 9 10 11 12 13  (en) Dan Cheer, « TrackMania Nations Forever review (PC) », sur GamesPlanet, 21 avril 2008.
7. 1 2 3 4 5 6  (it) « TrackMania Nations Forever », Giochi per il mio computer, no 143,‎ juin 2008, p. 128.
8. 1 2 3 4 5 6 7 8 9 10 11 12 13 14 15 16 17 18 19 20  Seb, « Test TrackMania Nations sur PC », sur Jeuxvideo.fr, 4 février 2006.
9. 1 2  (en) « Racing Maniacs' World Cup », PC Zone, no 166,‎ avril 2006, p. 115.
10. 1 2 3 4 5 6 7 8 9 10  (en) « Downloads on the Download », Hardcore Gamer, vol. 2, no 10,‎ avril 2007, p. 62.
11. 1 2 3 4 5  Rédaction, « Trackmania Nations Forever en détails », sur Jeuxvideo.com, 4 avril 2008.
12. 1 2 3 4  Ackboo, « TrackMania Nations Forever », Canard PC, no 170,‎ 30 avril 2008, p. 22.
13. 1 2  (en) Ellie Gibson, « New TrackMania game to be free », sur Eurogamer, 7 avril 2008.
14. 1 2  (it) « Trackmania Nations Forever », The Games Machine, no 236,‎ juillet 2008, p. 15.
15. 1 2 3 4 5 6  Nerces, « Trackmania Nations dévoilé par Nadéo / Focus », sur Clubic, 2 décembre 2005.
16. 1 2 3 4 5  David Civera, « Trackmania Nations », sur Tom'sHardware, 2 décembre 2005.
17. 1 2  « News : Combattre le trac », Canard PC, no 94,‎ 14 décembre 2005, p. 4.
18. 1 2 3 4  (es) « Velocidad », Micromania, no 115,‎ avril 2006, p. 130.
19. 1 2  Rédaction, « Images : Trackmania Nations expose son gazon », sur Jeuxvideo.com, 18 janvier 2006.
20. 1 2 3 4 5  Calaagree, « [Guide] Tout sur TrackMania Nations Forever », sur Team-aAa, 26 janvier 2011.
21. 1 2 3 4  Joule, « Test - Trackmania Nations ESWC », sur Factornews, 27 janvier 2006.
22. 1 2 3  (en) Tom Bramwell, « TrackMania Nations ESWC shots », sur Eurogamer, 19 janvier 2006.
23. 1 2  Hosteel, « Nadéo annonce TrackMania Nations », sur Gamekult, 2 décembre 2005.
24. ↑  (en) Tom Bramwell, « TrackMania Nations trailer », sur Eurogamer, 26 janvier 2006.
25. ↑  (en) Tom Bramwell, « TrackMania Nations released », sur Eurogamer, 30 janvier 2006.
26. ↑  (ja) Tetsuya Asakura, « Trackmania Nations », sur 4Gamer.net.
27. ↑  Nerces, « Trackmania Nations Forever : dévoilé et gratuit ! », sur Clubic, 4 avril 2008.
28. ↑  CBL, « Trackmania 3-D », sur Factornews, 22 février 2008.
29. 1 2 3  CBL, « Un magazine Trackmania », sur Factornews, 11 avril 2008.
30. 1 2 3  Joule, « Trackmania : le magazine dispo », sur Factornews, 28 mai 2008.
31. 1 2 3  (en) Martin Robinson, « How Nadeo plans to make ShootMania the number one eSports FPS », sur Eurogamer, 1er novembre 2012.
32. ↑  (en) Chris Marsh, « Forget Forza! TrackMania is the top racer for pros », sur Red Bull, 28 octobre 2014.
33. ↑  (it) « Forza Stellare », Giochi per il mio computer, no 115,‎ avril 2006, p. 66.
34. ↑  (en) « Read Me my Rights », digit, vol. 7, no 2,‎ février 2007, p. 40.
35. ↑  Junio, « Trackmania magazine », sur Team-aAa, 9 avril 2008.
36. ↑  Rédaction, « Nadeo présente Trackmania Nations », sur Jeuxvideo.com, 2 décembre 2005.
37. ↑  Hosteel, « TrackMania Nations disponible », sur Gamekult, 27 janvier 2006.
38. ↑  « Les Démos : TrackMania Nations », Joystick, no 179,‎ mars 2006, p. 8.
39. ↑  (ru) « Leadtek Winfast РХ8800 GTS ТDН 640МВ », Hard 'n Soft, no 12,‎ décembre 2007, p. 46.
40. ↑  (ru) « Leadtek Winfast РХ8800 GTS ТDОН », Chip,‎ juillet 2008, p. 61.
41. ↑  Hosteeel, « TrackMania United annoncé », sur Gamekult, 3 juillet 2006.
42. ↑  Nerces, « Trackmania Nations Forever : dévoilé et gratuit ! », sur Clubic, 4 avril 2008.
43. ↑  Hosteel, « TrackMania Nations Forever dispo », sur Gamekult, 16 avril 2008.
44. ↑  « Téléchargement pour le jeu TrackMania Nations Forever », sur Jeuxvideo.com.
45. ↑  Dr Chocapic, « Trackmania Nations Forever sur Steam », sur Gamekult, 17 avril 2008.
46. ↑  (en) IGN Staff, « New TrackMania Games Available Now on Steam », sur IGN, 16 avril 2008.
47. ↑  (it) Christophe Collet, « Future lance le magazine officiel TrackMania », sur GamePro.fr, 28 mai 2008.
48. ↑  Rédaction, « Himmersion habille Trackmania », sur Jeuxvideo.com, 12 juin 2008.
49. ↑  (en) « TrackMania Nations Forever - Free and for All », sur GameSpy, 4 avril 2008.
50. ↑  Hosteeel, « Trackmania Nations a la cote », sur Gamekult, 30 janvier 2006.
51. ↑  Laurent-Bastien, « TrackMania Nations - 400 000 adeptes pour ce jeu gratuit », sur Jeuxvideo.fr, 25 avril 2006.
52. 1 2  Guillaume R., « Trackmania Nations : 6 millions de joueurs », sur Génération-NT, 22 mars 2006.
53. ↑  Joule, « Trackmania Nations carbure », sur Factornews, 22 mars 2006.
54. ↑  « Trackmania Nations : 6 millions de téléchargements », sur AFJV, 20 mars 2006.
55. 1 2  Junio, « Trackmania dans le Guinness », sur Team-aAa, 25 décembre 2007.
56. ↑  Hosteel, « TrackMania Nations Forever annoncé », sur Gamekult, 4 avril 2008.
57. 1 2 3  (en) IGN Staff, « TrackMania Breaks a World Record », sur IGN, 2 juillet 2008.
58. 1 2 3 4 5  « TrackMania, la série », Joystick, no 202,‎ janvier 2008, p. 81-83.
59. 1 2 3  Guillemette Echalier, « Quand les « gaming zones » prennent le large », sur 20 minutes, 8 juillet 2007.
60. ↑  (en) James Ransom-Wiley, « In-game ads put devs in control », sur Engadget, 2 janvier 2007.
61. ↑  (en) « In-Game Advertising », gamedevelopper, vol. 13, no 6,‎ juin-juillet 2006, p. 47.
62. ↑  (en) « Are You Getting Your Game on Yet », Strategy, vol. 19, no 3,‎ octobre 2010, p. 31,34.
63. ↑  Hosteeel, « Des pubs dans Trackmania Nations Forever », sur Gamekult, 31 octobre 2007.
64. ↑  (en) Simon Carless, « The Art & Business of Making Games », sur Gamasutra, 4 mai 2006.
65. ↑  (en) Chris Pereira, « Microsoft Confirms In-Game Ad Company Massive to Shut Down », sur 1UP.com, 22 octobre 2010.
66. 1 2 3 4  (de) Marcel Kleffmann, « TrackMania Nations: Einschränkungen für Nations Forever », sur 4Players.de, 12 décembre 2010.
67. ↑  Rédaction, « Interview Cédric Lagarrigue (Focus) », sur Jeuxvideo.com, 8 octobre 2009.
68. 1 2  (en) Metalbolt, « Downloads of the Download », Hardcore Gamer, vol. 2, no 10,‎ avril 2007, p. 62.
69. 1 2 3 4 5 6 7 8 9  (en) « TrackMania Nations ESWC », digit, vol. 6, no 4,‎ avril 2006, p. 134-135.
70. ↑  (en) « Review: Now Playing », Edge, no 160,‎ mars 2006, p. 81.
71. 1 2 3  (en) James, « Downloads of the Download », Hardcore Gamer, vol. 4, no 2,‎ été 2008, p. 63.
72. ↑  (en) John Walker, « TrackMania Nations Forever », sur Eurogamer, 30 avril 2008.
73. ↑  Rédaction, « Mont-de-Marsan accueille une Lan Party », sur Jeuxvideo.com, 24 janvier 2006.
74. ↑  Rédaction, « Trackmania Nations : le Trophée FNAC », sur Jeuxvideo.com, 10 avril 2004.
75. ↑  Rédaction, « Compétition sur Trackmania Nations », sur Jeuxvideo.com, 24 mars 2006.
76. ↑  Laurent-Bastien, « Esport - La Spring CUP 2006 d'ESFRANCE.net », sur Jeuxvideo.fr, 16 février 2006.
77. ↑  Rédaction, « Ouverture des inscriptions de l'Argenteuil Digitale », sur Jeuxvideo.com, 9 janvier 2007.
78. ↑  Rédaction, « Ce week-end, Chelles, ville de jeux », sur Jeuxvideo.com, 28 janvier 2009.
79. ↑  Rédaction, « La Coupe de France dans les starting-blocks », sur Jeuxvideo.com, 12 mai 2009.
80. ↑  Rédaction, « 5ème Championnat de France Universitaire de jeux vidéo », sur Jeuxvideo.com, 10 mai 2013.
81. ↑  [Official]Chri6, « Regen'UP, une LAN de 24 h à Saint-Etienne du Rouvray », sur Jeuxvideo.com, 9 décembre 2016.
82. 1 2 3  JackFlash-, « TrackMania peut-il revenir sur le devant de la scène eSport ? », sur Jeuxvideo.com.
83. ↑  (pl) « WCG 2009 - Pio_ nadzieją polskiej piłki, CS-owcy niszczą i... "taktycznie przegrywają"? [UPDATE] Szwedzi dominują Trackmanię », sur CD-Action, 13 novembre 2009.
84. ↑  (en) « ESL at the MCM Expo », sur GamesIndustry.biz, 11 juin 2010.
85. ↑  (en) Phil Elliott, « Electronic Sports World Cup hands out $400,000 », sur GameSpot, 5 juillet 2006.
86. ↑  Jihem, « Coupe Du Monde Des Jeux Video 2004 », sur Jeuxvideo.com, 12 juillet 2004.
87. 1 2 3 4 5  MasterLudo, « La France championne du monde 2006 de football ! Incroyable ! », sur Caradisiac, 12 juillet 2006.
88. 1 2 3 4  Rédaction, « La Coupe du monde des jeux vidéo 2007 : La Pologne fait des étincelles », sur Jeuxvideo.com, 9 juillet 2007.
89. ↑  (en) IGN Staff, « ESWC Preliminaries Now Over in Five Countries », sur IGN, 6 juin 2008.
90. ↑  (en) IGN Staff, « ESWC Grand Final -- Information and Schedules », sur IGN, 13 août 2008.
91. 1 2 3 4 5  (es) Luis Landero, « Medallistas del ESWC 2008 - Polonia es Rey de Counter-Strike », sur Astro Mono, 29 août 2008.
92. ↑  (en) Bengt Lemne, « Swede wins Trackmania title », sur Gamereactor, 29 août 2008.
93. ↑  Rédaction, « ESWC 2009 : les disciplines », sur Jeuxvideo.com, 12 septembre 2008.
94. 1 2  (en) IGN Staff, « First Pool of Official Game Titles for ESWC 2009 », sur IGN, 11 septembre 2008.
95. ↑  CyQqQ, « L'ESWC racheté », sur Actu-Lan, 10 août 2009.
96. ↑  Malystryx, « ESWC is dead, company enters liquidation », sur SK Gaming, 5 avril 2009.
97. ↑  gOrdi, « ESWC, une décennie à la loupe - .com », sur Team-aAa.
98. ↑  (en) « Game Frontier to host UK, UAE and Kuwait ESWC 2010 qualifiers. », sur Gamasutra, 24 mars 2010.
99. ↑  cl0wn, « ESWC : Les podiums », sur Team-aAa, 5 juillet 2010.
100. ↑  François, « Les résultats de l'ESWC 2010 », sur Journal du Geek, Le Journal du geek, 6 juillet 2010.
101. ↑  Emmanuel Forsans, « ESWC 2011 : 5 jours de compétition au Paris Games Week », sur AFJV, 3 octobre 2011.
102. 1 2 3 4  Emmanuel Forsans, « Palmarès et bilan de la Coupe du Monde des Jeux Vidéo 2011 », sur AFJV, 6 novembre 2011.
103. 1 2 3 4 5 6  Rédaction, « ESWC 2012 : Le podium Trackmania Nations », sur Jeuxvideo.com, 3 novembre 2012.
104. ↑  Rédaction, « ESWC 2012 : Le programme », sur Jeuxvideo.com, 16 juillet 2012.
105. ↑  Emmanuel Forsans, « La Coupe du Monde des Enfants - ESWC Kids sur Trackmania », sur AFJV, 15 octobre 2012.
106. ↑  Yaourt, « Selrahc rejoint dignitas », sur Actu-Lan, 5 février 2008.
107. 1 2 3 4  Cauhopé Pierre, « Les podiums de l'ESWC 2010 - Live: ESWC 2010 », sur Actu-Lan, 5 juillet 2010.
108. ↑  Calaagree, « ESWC : HakkiJunior, nouveau champion », sur Team-aAa, 22 octobre 2011.
109. ↑  (en) Dave Harrison, « TrackMania becomes United », sur GamesRadar+, 4 juillet 2006.
110. ↑  Hosteel, « Test - TrackMania United redonne des couleurs », sur Gamekult, 17 novembre 2006.
111. ↑  (en) Jon Valjean, « TrackMania Nations Forever review (PC) », sur Gameplanet, 21 avril 2008.
112. ↑  (en) Richard_Cobbett, « TrackMania United Forever review », sur GamesRadar+, 27 mai 2008.
113. ↑  Rédaction, « TrackMania Nations Forever en détails », sur Jeuxvideo.com, 4 avril 2008.
114. ↑  Jean-Marc, « Test de TrackMania DS », sur Jeuxvideo.fr, 14 novembre 2008.
115. ↑  (en) Jane Douglas, « TrackMania: Build to Race Review », sur GameSpot, 15 mars 2011.
116. ↑  Rivaol, « Test TrackMania Turbo sur DS », sur Jeuxvideo.com, 1er octobre 2010.
117. 1 2  Le0ben, « Test : TrackMania² Canyon », sur Gamekult, 26 septembre 2011.
118. 1 2  Cortez62, « Test de TrackMania 2 Stadium », sur Jeuxvideo.fr, 28 juin 2013.
119. 1 2  (en) Martin Robinson, « TrackMania 2 Valley review », sur Eurogamer, 17 juillet 2013.
120. 1 2  daFrans, « Test TrackMania² Lagoon : Un standalone qui arrive bien trop tard sur PC », sur Jeuxvideo.com, 7 juin 2017.
121. ↑  (en) « TrackMania », Edge, no 293,‎ juin 2016, p. 123.
122. ↑  (en) Martin Robinson, « TrackMania Turbo review », sur Eurogamer, 23 mars 2016.
123. ↑  (en) Jason D'Aprile, « TrackMania Turbo Review », sur GameSpot, 28 mars 2016.
124. ↑  Jarod, « Trackmania Turbo en VR avec une démo », sur Gamekult, 8 novembre 2016.
125. ↑  Maxime Chao, « TrackMania Turbo : une mise à jour qui rend le jeu compatible avec la VR », sur JeuxActu, 8 novembre 2016.
126. 1 2 3  JeromeJoffard, « Ubisoft annonce un nouveau TrackMania, ainsi que sa date de sortie », sur Jeuxvideo.com, 28 février 2020.
127. ↑  (en) Ian Williams, « How Bad Choices Wrecked Trackmania's Momentum », sur Paste, 28 juillet 2014.
128. ↑  (en) Guinness World Records, Guinness World Records Gamer's Edition 2008, États-Unis, Guinness World Records, février 2008, 256 p. (ISBN 978-1-904994-21-3), p. 148-149.
129. ↑  (it) « Trackmania Nations Forever Nel Guinness di Primati », The Games Machine, no 238,‎ septembre 2008, p. 17.
130. ↑  (en) « The Best Free-to-Play PC Games », PC Magazine,‎ juillet 2015, p. 178.
131. ↑  (en) Daniel Griliopoulos, « The 20 Best Free Games », Maximum PC,‎ décembre 2015, p. 51.
132. ↑  (en) « The 20 Best Free Games », Windows: Help & Advice,‎ décembre 2015, p. 69.
133. ↑  (en) Graham Smith, « This 20,000 Car Trackmania Video Is Creepy », sur Rock, Paper, Shotgun, 5 janvier 2016.
134. ↑  (en) Angus Morrison, « Watch 20,000 cars drive a single Trackmania course », sur PC Gamer, 5 janvier 2016.
135. ↑  (en) Wesley Yin-Poole, « 20,000 video game cars flow like water in TrackMania », sur Eurogamer, 5 janvier 2016.